# Basil Spalding de Garmendia
Basil Spalding de Garmendia (Baltimora, 28 febbraio 1860 – St. Raphaël, 9 novembre 1932) è stato un tennista statunitense.
Spalding faceva parte della dinastia Garmendia, ricca famiglia di origine spagnola. Partecipò alle Olimpiadi di Parigi del 1900, vincendo la medaglia d'argento nel doppio maschile assieme al francese Max Décugis. Prese parte anche al torneo di singolare dove fu eliminato ai quarti di finale.
Partecipò anche ad un Campionato Francese e ad alcune edizioni degli U.S. Championships.
Ottenne i suoi migliori risultati già quarantenne e giocò il suo ultimo incontro nel 1912 a cinquantadue anni.

## Palmarès
- Olimpiadi

Parigi 1900: argento nel doppio di tennis.